# 佐川直行
佐川 直行（さがわ なおゆき、1914年 - 1970年5月4日）は、日本のプロ野球選手スカウト。大阪タイガース・阪神タイガースで大物選手の入団を担当した、1950年代後半から1960年代を代表する敏腕スカウトとして知られる。

## 略歴
1914年、北海道生まれ。旧制札幌商業学校（現・北海学園札幌高等学校）から旧制立教大学へ進学。札幌商業時代は、1931年の夏の甲子園に出場した経験がある。ポジションは捕手。立教大学卒業後は、富士銀行で銀行員として働いていた。1945年11月には、同行数寄屋橋支店で勤務しており、同支店に口座を持っていた日本野球連盟が、同年に行われた東西対抗野球の入場料金を収納した際に窓口で応対している。それから数日後、日本野球連盟の事務所に赴き、「どうしても野球の仕事がしたい」と直談判した。同連盟幹部の鈴木龍二が採用を決定し、同連盟で働くようになる。その後、大映スターズでスカウトとしての活動を開始する。スカウト活動開始後、間もなく大映から中日ドラゴンズへと移籍。1956年シーズン終了後、中日ドラゴンズを解雇される。中日解雇から間もなく、藤村排斥事件の責任を取って青木一三が退団し、スカウト陣が薄くなった大阪タイガースに入団。この時、中日ドラゴンズに入団させようとしていた、鎌田実と並木輝男も佐川の移籍に伴って、入団先が大阪タイガースに変わっている。
1958年オフには、関西大学の村山実の入団を担当した。同年に早稲田実業学校高等部の王貞治の入団交渉に、阪神のスカウトとして臨んだのも佐川である。佐川は足しげく王家を訪れ、入団交渉を行った。その結果、王自身から入団の返事をもらったものの、口約束だったこともあって、結果的にはそれを反故にされ、王は巨人に入団した。
1961年オフに、慶應義塾大学の安藤統夫の入団を担当した。1963年オフには、東京オリオンズとの小山正明-山内一弘の世紀のトレードを阪神側で担当した。この時、東京側でこのトレードを担当したのは、佐川が阪神に入団する少し前に、阪神を退団した青木一三であった。
1965年に行われた初めてのドラフト会議では、指名確実とされた育英高等学校の鈴木啓示を回避し、無名の香川県立土庄高等学校の石床幹雄を1位指名。この時、佐川は「おれのスカウト生命をかける」と周囲を説得し、石床指名に踏み切ったといわれる。1966年に行われた第1次ドラフトでは、4球団競合のくじ引きの結果、1位で大阪学院大学高等学校の江夏豊を指名。更に、2位で北海道釧路江南高等学校の平山英雄も指名している。平山は佐川が担当し、江夏は河西俊雄スカウトと共に担当し交渉したようである。1968年の第4回ドラフト会議では、法政大学の富田勝の指名という大方の予想に反して、富田の同窓生で巨人志望の田淵幸一を1位で強行指名。前述のように王を入団目前にまで持っていきながら、直前に巨人にさらわれた経緯から、仕返しともいわれる。佐川は、入団を渋る田淵と交渉し、入団にこぎつけている。
1970年5月4日、埼玉県川口市の自宅で死去。享年56歳。
江夏豊には、「たぬき親父」と評されている。

## 入団担当した主な選手
- 鎌田実
- 並木輝男
- 村山実
- 安藤統夫
- 石床幹雄
- 江夏豊
- 平山英雄
- 田淵幸一